# Classe A (sommergibile britannico)
La classe A è stata la prima classe navale di sommergibili progettata nel Regno Unito ad entrare in servizio con la Royal Navy.

## Caratteristiche
La Vickers costruì un totale di 13 esemplari di questa classe, nei suoi cantieri di Barrow-in-Furness, tra il 1902 e 1905. Anche se da sommergibile a sommergibile le misure variarono, la classe A era lunga circa 30 m e dislocava circa 200 t in immersione. Tutti erano propulsi sott'acqua da un motore elettrico alimentato a batterie, mentre in superficie entrava in azione un motore Diesel Wolseley da 400 hp (sommergibile A1) o da 450 (sommergibili A2, A3 e A4) e 600 (sommergibili dall'A5 all'A12) hp. L'A13 aveva invece un motore diesel sperimentale da 500 hp della Vickers, che nei fatti si dimostrò inaffidabile. L'armamento era costituito da quattro siluri lanciabili tramite due tubi lanciasiluri da 18 pollici (45 cm), tranne che per il sommergibile A1 che aveva tre siluri e un solo tubo lanciasiluri.
Il primo esemplare della serie ad entrare in servizio fu l'A1, nel luglio 1902, mentre l'ultimo fu, nell'aprile 1905, l'A13.

## Impiego operativo
Sei sommergibili della classe A (A1, A3, A4, A5, A7, e A8) furono costellati da numerosi incidenti e guasti meccanici, che causarono in alcuni casi vittime tra gli equipaggi e concorsero alla loro uscita dal servizio attivo.
Il sommergibile A1 venne affondato il 18 marzo 1904 al largo di Portsmouth in seguito ad una collisione con la nave da trasporto Berwick Castle. Recuperato, ritornò in servizio fino a quando, nel 1911, venne affondato in qualità di bersaglio per le esercitazioni, seguito un anno dopo dall'A3. L'A7 andò perso nel 1914 nella baia di Whitsand dopo essersi incagliato nel fango del fondale. L'A13 fu invece smantellato nel 1914 a causa di gravi problemi con l'apparato motore.
I rimanenti sommergibili vennero impiegati dalla Royal Navy durante la prima guerra mondiale per difendere i porti di Portsmouth (A2, A4, A5 e A6), Devonport (A8 e A9) e Ardrossan (A10, A11 e A12). Tutti sopravvissero alla guerra e vennero assegnati a compiti di addestramento nel 1918, per poi essere venduti nel biennio 1919-1920. Fa eccezione l'A2 che venne demolito e infine venduto nel 1925.